# António Fernandes (jogador de xadrez)
António Fernandes (Pampilhosa da Serra, 18 de outubro de 1962) é um jogador Grande Mestre do Xadrez de Portugal com diversas participações nas Olimpíadas de Xadrez entre 1980 e 2012. Seu melhor resultado foi a medalha de bronze individual no segundo tabuleiro, conquistada na Olimpíada de 1992.